# Marcy-sous-Marle
Marcy-sous-Marle és un municipi francès situat al departament de l'Aisne i a la regió dels Alts de França. L'any 2007 tenia 207 habitants.

## Demografia

### Població
El 2007 la població de fet de Marcy-sous-Marle era de 207 persones. Hi havia 83 famílies de les quals 24 eren unipersonals (12 homes vivint sols i 12 dones vivint soles), 24 parelles sense fills, 27 parelles amb fills i 8 famílies monoparentals amb fills.
La població ha evolucionat segons el següent gràfic:
Habitants censats

### Habitatges
El 2007 hi havia 95 habitatges, 84 eren l'habitatge principal de la família, 6 eren segones residències i 5 estaven desocupats. Tots els 95 habitatges eren cases. Dels 84 habitatges principals, 77 estaven ocupats pels seus propietaris, 6 estaven llogats i ocupats pels llogaters i 1 estava cedit a títol gratuït; 4 tenien dues cambres, 20 en tenien tres, 23 en tenien quatre i 38 en tenien cinc o més. 57 habitatges disposaven pel capbaix d'una plaça de pàrquing. A 36 habitatges hi havia un automòbil i a 34 n'hi havia dos o més.

### Piràmide de població
La piràmide de població per edats i sexe el 2009 era:
| Homes | Edats   | Dones |
| ----- | ------- | ----- |
| 0     | 95 o +  | 0     |
| 0     | 90 a 94 | 0     |
| 0     | 85 a 89 | 0     |
| 4     | 80 a 84 | 0     |
| 0     | 75 a 79 | 4     |
| 4     | 70 a 74 | 4     |
| 12    | 65 a 69 | 12    |
| 12    | 60 a 64 | 8     |
| 8     | 55 a 59 | 4     |
| 0     | 50 a 54 | 4     |
| 4     | 45 a 49 | 12    |
| 12    | 40 a 44 | 0     |
| 12    | 35 a 39 | 4     |
| 16    | 30 a 34 | 4     |
| 8     | 25 a 29 | 20    |
| 8     | 20 a 24 | 4     |
| 8     | 15 a 19 | 4     |
| 8     | 10 a 14 | 4     |
| 20    | 5 a 9   | 8     |
| 4     | 0 a 4   | 4     |

## Economia
El 2007 la població en edat de treballar era de 132 persones, 91 eren actives i 41 eren inactives. De les 91 persones actives 80 estaven ocupades (50 homes i 30 dones) i 11 estaven aturades (2 homes i 9 dones). De les 41 persones inactives 9 estaven jubilades, 14 estaven estudiant i 18 estaven classificades com a «altres inactius».

### Ingressos
El 2009 a Marcy-sous-Marle hi havia 85 unitats fiscals que integraven 216 persones, la mediana anual d'ingressos fiscals per persona era de 15.631 €.

### Activitats econòmiques
Dels 3 establiments que hi havia el 2007, 1 era d'una empresa de construcció, 1 d'una empresa de comerç i reparació d'automòbils i 1 d'una empresa de serveis.
L'únic servei als particulars que hi havia el 2009 era un paleta.
L'únic establiment comercial que hi havia el 2009 era una carnisseria.
L'any 2000 a Marcy-sous-Marle hi havia 8 explotacions agrícoles.

## Equipaments sanitaris i escolars
El 2009 hi havia una escola maternal integrada dins d'un grup escolar amb les comunes properes formant una escola dispersa.

## Poblacions properes
El següent diagrama mostra les poblacions més properes.